# Westbury (Quebec)

Westbury es un municipio-cantón de la provincia de Quebec en Canadá. Está ubicado en el municipio regional de condado de Le Haut-Saint-François y a su vez, en la región administrativa de Estrie. Hace parte de las circunscripciones electorales de Mégantic a nivel provincial y de Compton-Stanstead a nivel federal.

## Geografía
Westbury se encuentra ubicada en las coordenadas 45°30′00″N 71°39′00″O / 45.50000, -71.65000. Según Statistique Canada, tiene una superficie total de 54.96 km² y es una de las 1135 municipalidades en las que está dividido administrativamente el territorio de la provincia de Quebec.

## Demografía
Según el Censo de Canadá de 2011, había 997 personas residiendo en este cantón con una densidad de población de 18.1 hab./km². Los datos del censo mostraron que de las 932 personas en 2006, en 2011 el cambio poblacional fue de 65 habitantes (7%). El número total de inmuebles particulares resultó de 410 con una densidad de 7.46 inmuebles por km². El número total de viviendas particulares que se encontraban ocupadas por residentes habituales fue de 388.